# Pont-et-Massène
Pont-et-Massène település Franciaországban, Côte-d’Or megyében. Lakosainak száma 182 fő (2022. január 1.). Pont-et-Massène Villars-et-Villenotte, Montigny-sur-Armançon, Saint-Euphrône, Semur-en-Auxois és Le Val-Larrey községekkel határos.

## Népesség
A település népességének változása:
| Lakosok száma | 86   | 104  | 137  | 194  | 204  | 193  | 175  | 173  | 172  | 182  |
|               | 1968 | 1982 | 1990 | 2006 | 2013 | 2015 | 2017 | 2019 | 2020 | 2022 |